# Shigeru Sarusawa
Shigeru Sarusawa (猿沢 茂 Sarusawa Shigeru?), född 30 januari 1960, är en japansk tidigare fotbollsspelare.
I augusti 1979 blev han uttagen i Japans trupp till U20-världsmästerskapet 1979.